# René Faye
René François Louis Faye (ur. 20 grudnia 1923 w Champagnac-la-Rivière, zm. 8 stycznia 1994 w Le Port-Marly) – francuski kolarz torowy i szosowy, brązowy medalista olimpijski.

## Kariera
Największy sukces w karierze René Faye osiągnął w 1948 roku, kiedy wspólnie z Gastonem Dronem zdobył brązowy medal wyścigu tandemów podczas igrzysk olimpijskich w Londynie. W wyścigu o trzecie reprezentanci Francji pokonali ekipę Szwajcarii. Był to jedyny medal wywalczony przez Faye na międzynarodowej imprezie tej rangi. Był to również jego jedyny start olimpijski. Startował także w wyścigach szosowych, ale nie odnosił większych sukcesów. Nigdy nie zdobył medalu na szosowych ani torowych mistrzostwach świata.